# Надгробие Станислава Радзивилла
Надгробие Станислава Радзивилла (1559—1599), маршалка великого литовского, расположено в Бернардинском костёле в Вильнюсе.
Оно было воздвигнуто между 1618 и 1623 годами Альбрехтом Радзивиллом, сыном Станислава и подканцлером великом литовским. Авторство надгробия приписывается Виллему ван ден Блоку (1550—1628), ученику фламандского скульптора Корнелиса Флориса.
Надгробие выполнено в традициях северного маньеризма. Между колоннами, в арке, на крышке мраморного саркофага находится фигура спящего рыцаря. Его голова лежит на ладони, ноги согнуты и скрещены. Фигура рыцаря имеет вытянутые пропорции. Основания колонн украшены картушами, гермами и маскаронами. Верхняя часть надгробия выполнена в виде портика с ломаным фронтоном, который увенчан аллегорическими фигурами. В портике расположена многофигурная рельефная композиция «Воскресение».
Надгробие отличается характерным художественно-стилистическим оформлением Виллема ван ден Блока, уделявшего большое внимание декоративной окантовке памятников, но при этом старавшегося соблюдать баланс между декоративной и архитектурной частями.